# Bredtjärnen (Åsele socken, Lappland)
Bredtjärnen är en sjö i Åsele kommun i Lappland och ingår i Ångermanälvens huvudavrinningsområde. Sjön har en area på 0,093 kvadratkilometer och ligger 337,1 meter över havet.

## Delavrinningsområde
Bredtjärnen ingår i det delavrinningsområde (710898-156564) som SMHI kallar för Utloppet av Kojtjärnen. Medelhöjden är 365 meter över havet och ytan är 22,05 kvadratkilometer. Det finns inga avrinningsområden uppströms utan avrinningsområdet är högsta punkten. Stormyrbäcken som avvattnar avrinningsområdet har biflödesordning 2, vilket innebär att vattnet flödar genom totalt 2 vattendrag innan det når havet efter 178 kilometer. Avrinningsområdet består mestadels av skog (81 procent) och sankmarker (13 procent). Avrinningsområdet har 0,24 kvadratkilometer vattenytor vilket ger det en sjöprocent på 1,1 procent.